# Landberg
Der Landberg ist ein 426 m ü. NHN hoher Berg, der sich im Tharandter Wald bei Herzogswalde in Sachsen befindet. 
Der flache und bewaldete Landbergrücken bildet die nördlichste Landmarke des Tharandter Waldes und sogar des gesamten Erzgebirges. Der Berg mit seinem charakteristischen Nordhang ist besonders von Osten her gut zu erkennen. Der Landberg befindet sich zwischen den Ortschaften Pohrsdorf (Stadtgemeinde Tharandt) und Herzogswalde (Stadt Wilsdruff). Nordwestlich des Berges befindet sich eine gleichnamige Siedlung mit wenigen Häusern. Vom Landberg hat man aufgrund eines fehlenden Aussichtsturms nur Ausblick auf die nördliche Umgebung, zum Beispiel auf das sich nördlich anschließende Wilsdruffer Land oder auf Dresden. Ein weiterer Ausblick vom Landbergmassiv ist in Richtung Pohrsdorf möglich.

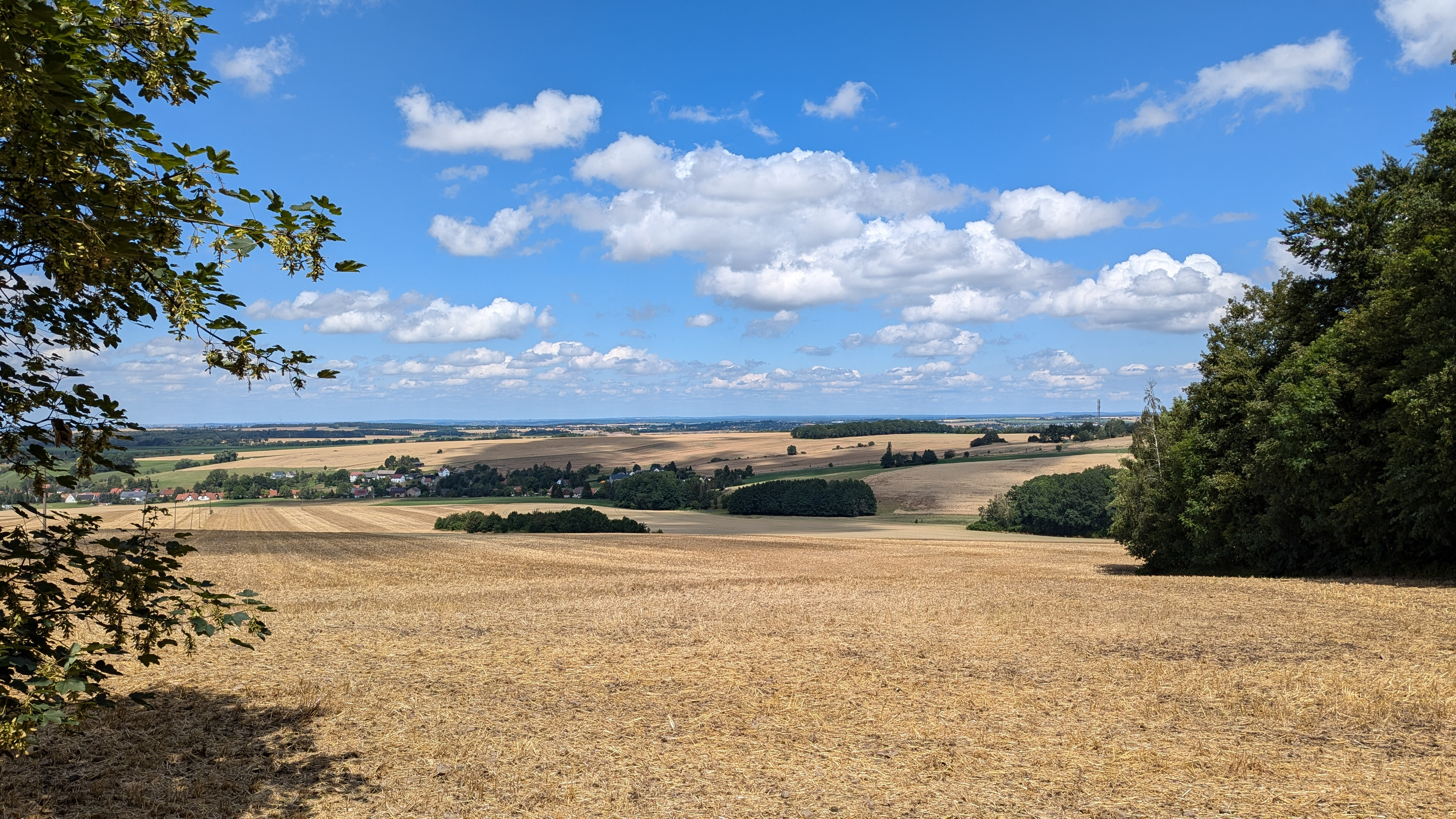
Landberg Blickrichtung Nord über Herzogswalde nach Wilsdruff

Der Landberg bildet die Wasserscheide zwischen den Elbe-Zuflüssen Wilde Sau und Triebisch. Geologisch gesehen ist der Landberg vulkanischen Ursprungs, wie der südöstlich gelegene Harthaberg. Im Wald rund um den Berg finden sich noch heute Basaltbrocken in unterschiedlichsten Größen.
Bis 1991 war das Bergplateau militärisches Sperrgebiet der sowjetischen Streitkräfte in Deutschland. Von 1994 bis 1998 war der Verwaltungsverband Landberg, zu dem sich vier Gemeinden der Region zusammengeschlossen hatten, nach dem Berg benannt.